# 고양종합터미널
고양종합터미널(高陽綜合터미널)은 경기도 고양시 일산동구 중앙로 1036(백석동 1242)에 있는 버스터미널이다. 고속버스 전산망상의 터미널 번호는 116이다.
본래 고양시 승격 당시에만 해도 일산서구 일산동에 1977년 7월 1일에 건립된 일산터미널이 운영되고 있었다. 이후 1990년대 중반에 고양시 지역에 일산신도시가 개발되면서 1995년 11월에 화정시외버스터미널을 착공, 1999년 6월 10일 개장하여 운영되고 있다. 그러나 화정터미널은 고양 시내 중심가의 남쪽이자 외진 곳인 화정동에 자리잡고 있어 시설이 낡고 협소하며 접근성이 떨어져서, 2007년 일산동구 백석동 백석역 근처에 1,547억 원을 투입해 새로운 터미널을 건설하기 시작하여 2011년 완공하여 2012년 3월 개장하려고 하였으나 불법저축은행 사건으로 인해 2012년 3월에 완공되었고 2012년 6월 18일에 개장되어 현재 KD운송그룹에서 운영하고 있다. 완공된 전체 건물 연면적은 71,672㎡, 대합실 면적은 2,626㎡이다. 2019년 1월 기준 하루 평균 2,900명이 이용하고 38개 노선이 운행중이다.
경영난으로 화정시외버스터미널이 2023년 5월 31일을 마지막으로 폐업한 후, 고양시의 버스 터미널은 백석동 신 터미널로 통합됐다.

## 역사
- 2007년 : 터미널 착공
- 2011년 : 불법저축은행 사건으로 인해 완공과 개장이 지연
- 2012년 6월 18일 : 터미널 완공 및 개장
- 2013년 9월 12일 : 순천, 여수행 노선 신설[5]
- 2013년 10월 23일 : 충주행 고속버스 노선 신설
- 2014년 3월 29일 : 울산행 노선 의정부 미경유로 변경[6]
- 2014년 4월 1일 : 순천, 여수행 노선 안산 추가 경유로 변경[7]
- 2014년 4월 21일 : 동해, 삼척행 노선 신설[8]
- 2014년 5월 26일 : 고양종합터미널 화재 사고 발생
- 2014년 11월 25일 : 터미널 정상화[9]
- 2014년 12월 11일 : 대소, 음성행 노선 신설[10]
- 2014년 12월 20일 : 울산행 노선 하남 추가 경유로 변경[11]
- 2015년 4월 7일 : 대전청사, 유성행 노선 신설[12]
- 2015년 9월 11일 : 동송행 노선 신설[13]
- 2015년 12월 22일 : 동대구행 시외버스 노선이 고속버스 노선으로 승격
- 2016년 4월 16일 : 상주, 점촌행 노선 신설[14]
- 2016년 8월 1일 : 광주, 전주, 진주, 강릉행 고속버스 노선 신설[15]
- 2016년 10월 20일 : 고양-성남,광주,이천,여주행 시외버스 노선이 이천 경유 여주행으로 변경되면서 성남, 광주 방면 운행 중지[16]
- 2016년 12월 8일 : 순천, 여수행 노선이 안산 미경유로 변경[17]
- 2017년 5월 10일 : 안산, 전주혁신도시 경유 정읍행 시외버스 노선 폐선, 울산행 시외버스 노선 하남 경유에서 의정부 경유로 변경[18]
- 2017년 6월 15일 : 안산 경유 부안행 시외버스 노선이 정읍으로 연장 운행.[19]
- 2017년 7월 1일 : 안성행 시외버스 노선이 풍림A, 대림동산 무정차 통과 및 지제역 추가 정차로 변경.[20]
- 2017년 7월 15일 : 동대구행 고속버스 노선이 부천 추가 경유[21]
- 2017년 11월 20일 : 북대구행 시외버스 노선 운행 중단[22]
- 2018년 7월 1일 : 진주혁신도시 경유 진주행 고속버스 노선 신설

## 운행 노선

### 고속버스
| 운행 노선   | 운행 업체         | 운행 구간 | 운행 구간 | 운행 구간 | 경유지                                 | 배차 간격 | 시간표                                                        |
| ----------- | ----------------- | --------- | --------- | --------- | -------------------------------------- | --------- | ------------------------------------------------------------- |
| 고양 ↔ 강릉 | 동부고속 중앙고속 | 고양백석  | ↔         | 강릉      | 고양화정, 횡성휴게소                   | 6회       | 06:25, 08:45, 11:45, 13:45, 17:15, 19:25                      |
| 고양 ↔ 광주 | 금호고속 중앙고속 | 고양백석  | ↔         | 광주      | 고양화정, 정안휴게소, 비아             | 80분      | 첫차:06:05 (고양 기준) 막차:19:20 (고양 기준)                 |
| 고양 ↔ 전주 | 금호고속 중앙고속 | 고양백석  | ↔         | 전주      | 고양화정, 정안휴게소, 호남제일문       | 9회       | 06:15, 07:55, 09:15, 11:05, 12:35, 14:15, 16:05, 17:25, 19:15 |
| 고양 ↔ 진주 | 동양고속 중앙고속 | 고양백석  | ↔         | 진주      | 고양화정, 인삼랜드휴게소, 개양         | 2회       | 11:30, 15:00                                                  |
| 고양 ↔ 진주 | 동양고속 중앙고속 | 고양백석  | ↔         | 진주      | 고양화정, 인삼랜드휴게소, 진주혁신도시 | 2회       | 07:50, 18:30                                                  |
| 고양 ↔ 충주 | 서울고속 중앙고속 | 고양백석  | ↔         | 충주      | 고양화정, 교통대                       | 8회       | 07:00, 08:30, 10:30, 12:00, 14:00, 15:30, 17:30, 19:00        |

### 시외버스

#### 수도권
| 운행 노선       | 운행 업체         | 운행 구간 | 운행 구간 | 운행 구간 | 경유지                                                                                   | 배차 간격 | 시간표                                                        |
| --------------- | ----------------- | --------- | --------- | --------- | ---------------------------------------------------------------------------------------- | --------- | ------------------------------------------------------------- |
| 고양 ↔ 수원     | 용남고속          | 고양백석  | ↔         | 수원      | 관악역, 비산동, 호계동, 의왕, 연수원, 한일타운, 장안문, 병무청, 수원역                   | 30~40분   | 첫차:06:40(고양백석 기준) 막차:21:45(고양백석 기준)           |
| 고양 ↔ 안산     | 경기고속 대원고속 | 고양백석  | ↔         | 안산      | 무정차                                                                                   | 3회       | 06:30, 08:40, 19:30                                           |
| 고양 ↔ 안성     | 대원고속          | 고양백석  | ↔         | 동아대    | 고양화정, 김포공항, 동탄, 오산, 송탄, 평택지제역, 평택, 공도, 중앙대(안성), 한경대, 안성 | 9회       | 06:35, 08:00, 09:30, 11:00, 12:30, 14:00, 16:00, 17:40, 20:00 |
| 고양 ↔ 에버랜드 | 경남여객          | 고양백석  | ↔         | 에버랜드  | 부천, 광교중앙역, 신갈, 기흥역, 강남대, 동백, 명지대, 용인                               | 4회       | 06:50, 09:40, 13:40, 16:30                                    |
| 고양 ↔ 여주     | 대원고속          | 고양백석  | ↔         | 여주      | 광주(경기), 이천, 부발, 능서                                                             | 2회       | 07:00, 14:00                                                  |
| 고양 ↔ 용인     | 경남여객          | 고양백석  | ↔         | 용인      | 부천, 광교중앙역, 용인신갈, 기흥역, 강남대, 동백, 명지대                                 | 1회       | 20:30                                                         |

#### 강원권
| 운행 노선         | 운행 업체             | 운행 구간 | 운행 구간 | 운행 구간 | 경유지                                                                     | 배차 간격 | 시간표                                              |
| ----------------- | --------------------- | --------- | --------- | --------- | -------------------------------------------------------------------------- | --------- | --------------------------------------------------- |
| 고양 ↔ 삼척       | 대원고속 동해상사고속 | 고양백석  | ↔         | 삼척      | 동해                                                                       | 3회       | 08:00, 13:00, 18:40                                 |
| 고양 ↔ 삼척       | 대원고속 동해상사고속 | 고양백석  | ↔         | 삼척      | 하남, 동해                                                                 | 2회       | 10:30, 15:20                                        |
| 고양 ↔ 속초       | 금강고속              | 고양백석  | ↔         | 속초      | 무정차                                                                     | 3회       | 08:10, 13:10, 18:30                                 |
| 고양 ↔ 속초       | 금강고속              | 고양백석  | ↔         | 속초      | 원통, 백담사입구                                                           | 1회       | 14:00                                               |
| 고양 ↔ 속초       | 금강고속              | 고양백석  | ↔         | 속초      | 홍천, 원통, 백담사입구                                                     | 6회       | 07;10, 09:00, 10:10, 11:40, 16:10, 17:30            |
| 고양 ↔ 영월       | 경기고속              | 고양백석  | ↔         | 영월      | 원주, 제천                                                                 | 2회       | 07:30, 11:00                                        |
| 고양 ↔ 원주       | 경기고속              | 고양백석  | ↔         | 원주      | 무정차                                                                     | 1회       | 20:00                                               |
| 고양 ↔ 철원(동송) | 경기고속              | 고양백석  | ↔         | 동송      | 장암, 의정부, 대진대, 포천, 운천                                           | 3회       | 08:10, 12:20, 16:50                                 |
| 고양 ↔ 춘천       | 강원고속              | 고양백석  | ↔         | 춘천      | 구리, 도농, 금곡, 평내, 마석, 대성리, 청평, 가평, 강촌                     | 4회       | 07:00, 11:00, 15:00, 19:00                          |
| 고양 ↔ 춘천       | 진흥고속              | 고양백석  | ↔         | 춘천      | 고양화정, 구리, 도농, 금곡, 평내, 마석, 대성리, 청평, 가평, 강촌           | 60~120분  | 첫차:06:20(고양백석 기준) 막차:20:00(고양백석 기준) |
| 고양 ↔ 태백       | 화성고속              | 고양백석  | ↔         | 태백      | 원주, 고한                                                                 | 4회       | 06:05, 12:40, 14:40, 18:40                          |
| 고양 ↔ 태백       | 화성고속              | 고양백석  | ↔         | 태백      | 원주, 제천, 영월, 고한사북                                                 | 1회       | 06:40                                               |
| 고양 ↔ 태백       | 화성고속              | 고양백석  | ↔         | 태백      | 원주, 제천, 쌍룡, 연당, 영월삼거리, 영월, 석항, 신동, 남면, 증산, 고한사북 | 1회       | 17:10                                               |
| 고양 ↔ 홍천       | 금강고속              | 고양백석  | ↔         | 홍천      | 무정차                                                                     | 2회       | 14:30, 19:10                                        |

#### 충청권
| 운행 노선   | 운행 업체                  | 운행 구간 | 운행 구간 | 운행 구간 | 경유지                                         | 배차 간격 | 시간표                                                        |
| ----------- | -------------------------- | --------- | --------- | --------- | ---------------------------------------------- | --------- | ------------------------------------------------------------- |
| 고양 ↔ 논산 | 대원고속                   | 고양백석  | ↔         | 논산      | 공주                                           | 3회       | 09:00, 13:00, 17:00                                           |
| 고양 ↔ 대전 | 대원고속 중부고속          | 고양백석  | ↔         | 대전      | 무정차                                         | 9회       | 06:30, 08:50, 10:00, 11:10, 13:30, 14:40, 15:50, 17:00, 18:10 |
| 고양 ↔ 대전 | 금남고속 중부고속 한양고속 | 고양백석  | ↔         | 대전      | 세종청사, 세종                                 | 3회       | 07:40, 12:20, 19:20                                           |
| 고양 ↔ 보령 | 대원고속 충남고속          | 고양백석  | ↔         | 보령      | 부천, 안양역                                   | 7회       | 07:00, 08:00, 09:00, 12:00, 13:40, 16:50, 18:00               |
| 고양 ↔ 부여 | 대원고속 충남고속          | 고양백석  | ↔         | 부여      | 안산, 공주                                     | 3회       | 07:50, 12:25, 16:50                                           |
| 고양 ↔ 유성 | 대원고속                   | 고양백석  | ↔         | 유성      | 세종청사, 세종시, 대전청사                     | 3회       | 07:10, 13:10, 16:20                                           |
| 고양 ↔ 제천 | 화성고속                   | 고양백석  | ↔         | 제천      | 원주                                           | 1회       | 13:50                                                         |
| 고양 ↔ 천안 | 대원고속                   | 고양백석  | ↔         | 천안      | 무정차                                         | 30~60분   | 첫차:06:20(고양백석 기준) 막차:20:00(고양백석 기준)           |
| 고양 ↔ 청주 | 경기고속                   | 고양백석  | ↔         | 청주      | 무정차                                         | 50~70분   | 첫차:06:30(고양백석 기준) 막차:20:20(고양백석 기준)           |
| 고양 ↔ 태안 | 충남고속 한양고속          | 고양백석  | ↔         | 태안      | 김포공항, 기지시, 당진, 구룡, 운산, 음암, 서산 | 60~80분   | 첫차:07:00(고양백석 기준) 막차:20:00(고양백석 기준)           |

#### 호남권
| 운행 노선   | 운행 업체         | 운행 구간 | 운행 구간 | 운행 구간 | 경유지             | 배차 간격 | 시간표                                          |
| ----------- | ----------------- | --------- | --------- | --------- | ------------------ | --------- | ----------------------------------------------- |
| 고양 ↔ 군산 | 대원고속 호남고속 | 고양백석  | ↔         | 군산      | 안산               | 7회       | 07:20, 09:35, 10:30, 12:00, 14:10, 16:40, 18:20 |
| 고양 ↔ 목포 | 금호고속 대원고속 | 고양백석  | ↔         | 목포      | 향남, 영광         | 3회       | 07:00, 14:30, 16:30                             |
| 고양 ↔ 여수 | 경기고속 금호고속 | 고양백석  | ↔         | 여수      | 순천               | 2회       | 08:00, 17:00                                    |
| 고양 ↔ 정읍 | 대원고속          | 고양백석  | ↔         | 정읍      | 안산, 부안         | 2회       | 07:50, 15:50                                    |
| 고양 ↔ 정읍 | 대원고속          | 고양백석  | ↔         | 정읍      | 부천, 안양, 호계동 | 2회       | 08:50, 10:50                                    |

#### 영남권
| 운행 노선     | 운행 업체                                   | 운행 구간 | 운행 구간 | 운행 구간 | 경유지             | 배차 간격 | 시간표                                                 |
| ------------- | ------------------------------------------- | --------- | --------- | --------- | ------------------ | --------- | ------------------------------------------------------ |
| 고양 ↔ 구미   | 코리아와이드경북                            | 고양백석  | ↔         | 구미      | 부천               | 3회       | 08:00, 13:20, 18:30                                    |
| 고양 ↔ 부산   | 경남고속                                    | 고양백석  | ↔         | 부산      | 부천               | 1회       | 07:10                                                  |
| 고양 ↔ 상주   | 대원고속                                    | 고양백석  | ↔         | 상주      | 점촌               | 3회       | 08:00, 13:00, 18:20                                    |
| 고양 ↔ 안동   | 경기고속                                    | 고양백석  | ↔         | 안동      | 의정부, 풍기, 영주 | 4회       | 07:30, 09:00, 10:30, 16:30                             |
| 고양 ↔ 울산   | 대원고속                                    | 고양백석  | ↔         | 울산      | 의정부, 신복       | 2회       | 09:10, 16:00                                           |
| 고양 ↔ 창원   | 경남고속 코리아와이드경북 고려여객 천일여객 | 고양백석  | ↔         | 창원      | 부천, 마산         | 6회       | 08:00, 10:00, 14:00, 16:00, 18:00, 22:30               |
| 고양 ↔ 포항   | 대원고속                                    | 고양백석  | ↔         | 포항      | 경주               | 4회       | 08:20, 10:10, 15:20, 17:20                             |
| 고양 ↔ 해운대 | 경남고속                                    | 고양백석  | ↔         | 해운대    | 부천, 부산         | 8회       | 08:10, 09:30, 10:30, 12:10, 14:40, 16:10, 17:10, 22:20 |

## 사건 및 사고
2014년 5월 26일 오전 9시경 고양종합터미널의 창고에서 화재가 발생하였다. 이 사고로 6명이 사망하고 42명이 부상당하였다. 소방당국은 이번 화재의 원인을 용접 작업 중 튄 불꽃이 건축자재 등에 옮겨붙으면서 발생한 것으로 보고 있다. 이 화재는 20여분만에 진화되었는데, 사상자는 주로 지하1층 공사 현장 화장실에서 발견되었다. 한때 사망자가 7명이라고 보도되었다가 6명으로 축소되었는데 이는 소방당국의 심폐소생술을 통하여 1명의 생명을 되살렸기 때문인 것으로 알려졌다.
이후 부상자가 추가 확인되고 중상자가 사망하면서 5월 28일 기준 8명이 사망하고 58명이 부상당하였다.
이 사고로 인해 터미널 근처에 위치한 일산선 백석역도 연기가 유입되어 만일을 사태를 대비하여 한때 무정차 통과하기도 하였다. 또한 본래 터미널로 운행하던 모든 시외버스는 인근의 화정시외버스터미널로 이동하여 시·종착하였다. 이후 5월 29일부터 임시매표소 및 승차장과 하차장을 설치하여 운영하였다.
10월 14일부터 터미널 내부에 입점한 메가박스, 롯데아울렛 등과 함께 1층을 개방하여 임시로 운행 재개에 들어갔다. 11월 25일부터는 2층에 위치한 매표소 및 승차장 영업이 정상으로 복구되었다.

## 같이 보기
- 화정시외버스터미널